# Minetarō Mochizuki
Minetarō Mochizuki (望月峯太郎, Mochizuki Minetarō) est un mangaka japonais né le 29 janvier 1964 à Yokohama.

## Biographie
Minetarō Mochizuki est né le 29 janvier 1964 à Yokohama, dans la préfecture de Kanagawa au Japon.
C'est avec Bataashi Kingyo (バタアシ金魚) qu'il commence sa carrière en 1984. Ce manga humoristique est un succès et sera adapté au cinéma en 1990 par Joji Matsuoka.
Il travaille à l'adaptation en manga du film L'Île aux chiens, qui sera pré-publié dans le magazine Morning au Japon et dont la sortie en France est prévu pour 2019.

## Œuvres
- 1984 : Bataashi Kingyo (バタアシ金魚?)
- 1993 : La Dame de la chambre close (座敷女, Zashiki onna?), Kōdansha (Glénat, 2004)
- 1995 : Dragon Head (ドラゴンヘッド, Doragon heddo?), 10 volumes, Kōdansha (Pika Édition, 2001)
- 2003 : Maiwai (万祝?), 11 volumes, Kōdansha (Pika, 2010)
- 2008 : Tokyo Kaido (東京怪童, Tōkyō kaidō?), 3 volumes, Kōdansha (Le Lézard noir, 2017)
- 2012 : Chiisakobé (ちいさこべえ?), adaptation d'un roman de Shūgorō Yamamoto, 4 volumes, Shōgakukan (Le Lézard noir, 2015)
- 2021 : illustration de la traduction française du roman d'Ira Ishida, L'Enfant-Phœnix (Le Lézard noir)

## Distinctions

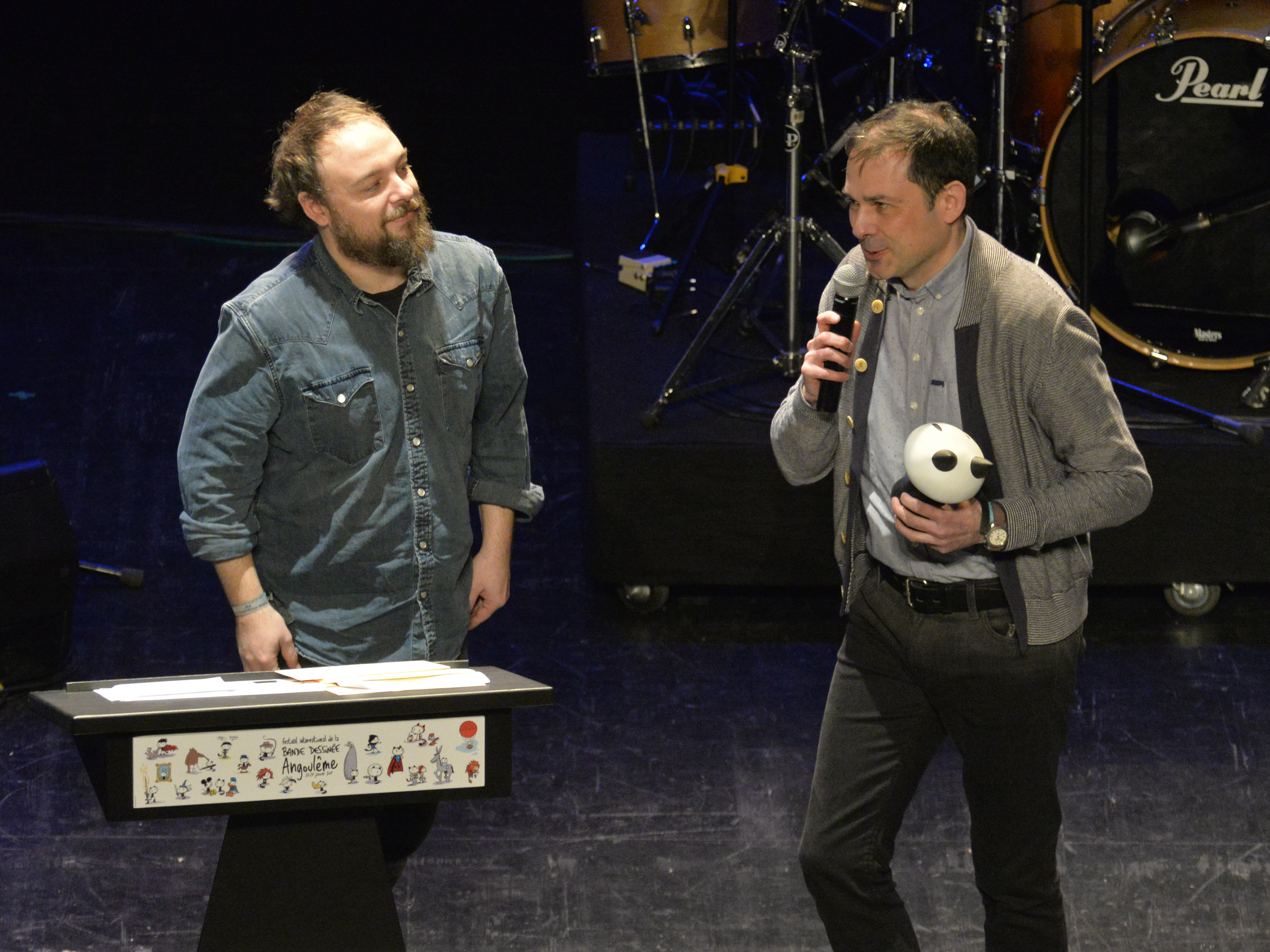
Stéphane Duval, son éditeur français, reçoit le Fauve de la série pour Chiisakobé.

- 1997 : Prix du manga Kōdansha pour Dragon Head
- 2000 : Prix de l'excellence du Prix culturel Osamu Tezuka pour Dragon Head
- 2016 : Prix Asie de l'ACBD pour Chiisakobé
- 2016 : Sélection officielle du festival d'Angoulême pour le tome 1 de Chiisakobé
- 2017 : Prix de la série du Festival d'Angoulême 2017 pour Chiisakobé (tome 4 dans la sélection officielle)[4]